# Данієль Елмер Сальмон
Даніє́ль Е́лмер Сальмо́н (англ. Daniel Elmer Salmon; 23 липня 1850 — 30 серпня 1914) — американський ветеринарний лікар. Він отримав перший у США докторський ступінь ветеринарного лікаря (англ. D.V.M.). Свою кар'єру присвятив вивченню хвороб тварин, яке він проводив у Департаменту сільського господарства США. Його ім'я було присвоєне роду бактерій Salmonella, яких виявив його підлеглий Теобальд Сміт.

## Біографія

### Ранні роки та освіта
Данієль Сальмон був сином Данієля Лендона і Елеонори Флок (Сальмон). Він пішов в школу в своєму рідному місті Маунт-Олів, закінчив Істменський бізнес-коледж Честерського інституту. 1868 року вступив до першого курсу Корнельського університету, який був створений за три роки до того в Нью-Йорку. Данієль закінчив цей університет, отримавши ступінь бакалавра ветеринарії в 1872 році.
Після цього Сальмон одружився з Мері Томпсон і оселився в Ньюарку, штат Нью-Джерсі, де почав працювати ветеринарним лікарем. Згодом за станом здоров'я він переїхав до Ешвіллу, штат Північна Кароліна, що відомий своїм м'яким кліматом.
Проте, вже через два роки він прочитав серію лекцій з ветеринарної медицини в Університеті Джорджії, і в той же час почалося спеціальне дослідження захворювань свиней у Корнельському університеті. Після того, як він вдало провів наукове дослідження, яке включало перебування протягом 6 місяців у Альфорті, Франція, Сальмон 1876 року став першим у доктором ветеринарної медицини як в Корнельському університеті, так й взагалі в США.
У 1879 році Сальмон відзначився як ведучий науковець та організатор кампанії знищення плевропневмонії великої рогатої худоби в штаті Нью-Йорк. Після цього його обрало Міністерств сільського господарства США для вивчення широко поширеного захворювання худоби на півдні Техасу — так званої техаської гарячки.
У 1883 році Сальмону запропонували організувати ветеринарний відділ, таким чином, він став першим директором Бюро сільського господарства при Департаменті сільського господарства. Уже в наступному році цю установу перейменували на Бюро індустрії тварин на чолі з Сальмоном. Він обіймав цю посаду до 1905 року, коли через суперечку з керівником Департаменту сільського господарства змушений був піти у відставку з посади директора Бюро.

### Наукові дослідження в Бюро
Під час свого перебування на посаді директора Бюро індустрії тварин Сальмон зробив епохальний внесок у ветеринарію, а також став значною особистістю в галузі управління охорони здоров'я. Це було в значній мірі завдяки його організаційним зусиллям, а також завдяки успішному співробітництву з Теобальдом Смітом, завдяки чому були узяті під контроль дві основні загрози для тваринництва в США — контагіозна плевропневмонія і техаська гарячка великої рогатої худоби. Інші дослідження, які були проведені під головуванням Сальмона, стосувалися пташиної холери, профілактики захворювань овець і заразних хвороб свиней.
Сальмон впровадив ряд важливих заходів у сферу охорони здоров'я, в тому числі загальнонаціональну систему для інспекції м'яса і проведення карантину для імпортної худоби, а також для огляду транспортних засобів, які її перевозили.
Якщо на початку своєї кар'єри Сальмон проводив самостійно лабораторні дослідження, то надалі адміністративні обов'язки поступово усунули його від них. Він організував так роботу свого бюро, що разом із своїми асистентами, провів численні практичні дослідження та опублікував більше 100 статей, самостійно або у співпраці. Вони охопили практично всю повноту досліджень в галузі ветеринарної медицини у той період.
Однією з причин успішних досліджень було те, що Сальмон, як адміністратор та організатор, зміг підібрати талановитих співробітників, серед яких найвидатнішим був Теобальд Сміт, паразитолог та лікар. Відносини між Сальмоном і Смітом, проте, були досить прохолодними, тому що Сальмон наполіг на тому, щоб стати першим автором кількох наукових доповідей, в тому числі, тієї, яка познайомила медичний світ із першим представником в подальшому роду Salmonella — Salmonella cholerae suis.
Сальмон не зупинився на цьому. Він навіть впевнений, що сам він та інші ветеринари виконали ту роботу, яку насправді провів Теобальд Сміт по з'ясуванню техаської гарячки великої рогатої худоби. Результати такої суперечливої співпраці, однак, були великі. Разом Сальмон і Сміт зробили епохальне відкриття. Протягом вивчення так званої чуми свиней вони показали, що мертві (загиблі від високої температури) патогенні бактерії при їх введенні в організм тварин здатні створити імунітет проти живих бактерій. Це стало основою для розробки багатьох вакцин.
Сальмон був пов'язаний з цілим рядом важливих відкриттів у інфекційній патології хвороби, в першу чергу з його демонстрацією передачі людям туберкульозу від великої рогатої худоби, тим самим підтвердивши роль тварин в поширенні цієї небезпечної хвороби.

### Останні роки
Після смерті своєї першої дружини Сальмон 15 листопада 1904 року одружився з Агнесою Христиною Дьюхерст. Після свого уходу з Бюро індустрії тварин, що сталося в 1905 році, він прийняв запрошення 1906 року від уругвайського уряду контролювати створення Департаменту ветеринарної медицини в Університеті Монтевідео.
Повернувшись в 1910 році, Сальмон у 1913 році став директором приватної фармацевтичної компанії, що виробляла сироватку проти свинячої холери в Батті, штат Монтана. Там він помер від пневмонії 30 серпня 1914 року. Данієля Сальмона поховали на церковному дворі церкви Рок-Крік у Вашингтоні.
Сальмон був за життя почесним членом Британського Королівського колежу ветеринарних хірургів (англ. Royal College of Veterinary Surgeons), членом Американської асоціації сприяння розвитку науки (англ. American Association for the Advancement of Science), членом і президентом (1897—1898 роки) Американського товариства ветеринарних лікарів (англ. American Veterinary Medical Association), членом Вашингтонської академії наук (англ. Washington Academy of Sciences).

## Основні наукові роботи
- The Discovery of the Germ of Swine-Plague (1884) Science, Volume 3. February 8
- The Theory of Immunity from Contagious Diseases (1886) Botanical Gazette, Volume 11. September 1
- Special report on diseases of the horse (1890) Washington, Govt. Print. Off., 664 р.
- Results of experiments with inoculation for the prevention of hog cholera (1892) Washington: U.S. Dept. of Agriculture Volume no.8
- Actinomycosis, or lumpy jaw (1896) Washington: United States Department of Agriculture, Bureau of Animal Industry Volume no.7
- The diseases of poultry (1899) Washington, D.C., G. E. Howard & co. Pages 278
- Rabies in the District of Columbia (1900) Washington, D.C. : U.S. Dept. of Agriculture, Bureau of Animal Industry Volume no.30
- Texas fever, or southern cattle fever (1905) Washington, D.C. : U.S. Dept. of Agriculture, Bureau of Animal Industry Volume no.69 (разом з Теобальдом Смітом)
- Anthrax in cattle, horses, and men (1905) Washington, D.C. : U.S. Dept. of Agriculture, Bureau of Animal Industry Volume no.71 (разом з Теобальдом Смітом)
- Tuberculosis of the food-producing animals. Washington, D.C. : U.S. Dept. of Agriculture, Bureau of Animal Science, 1906, 126 р.
- Foot-and-mouth disease (1908) Washington, G.P.O., 10 р. (разом з Теобальдом Смітом)